# Ignacio Pussetto
Ignacio Pussetto (Cañada Rosquín, 21 december 1995) is een Argentijns voetballer die doorgaans speelt als vleugelspeler. In juli 2025 verruilde hij UNAM Pumas voor Independiente.

## Clubcarrière
Pussetto speelde in de jeugd van Atlético de Rafaela en brak ook door bij die club. Medio 2016 trok Huracán de vleugelaanvaller aan. In de twee jaar die de Argentijn doorbracht bij Huracán kwam hij tot twaalf competitietreffers in tweeënveertig wedstrijden. In de zomer van 2018 nam Udinese Pussetto over voor een bedrag van circa acht miljoen euro. In Italië zette hij zijn handtekening onder een verbintenis voor de duur van vijf seizoenen.
Na anderhalf jaar in Italië werd Pussetto voor opnieuw acht miljoen euro van de hand gedaan, aan Watford. Hier tekende hij tot medio 2024. Met Watford degradeerde hij naar de Championship. In oktober 2020 werd hij weer uitgeleend aan Udinese. De verhuurperiode van de Argentijn liep initieel tot en met het einde van het seizoen 2020/21, maar in juni 2021 werd besloten dat Pussetto nog een jaar langer bij Udinese zou blijven spelen. In 2022 werd de Argentijn nogmaals verhuurd aan een Italiaanse club, nu aan Sampdoria.
In augustus 2023 keerde Pussetto transfervrij terug bij Huracán. Na een jaar bij Huracán ging Pussetto opnieuw voor een buitenlands avontuur; hij werd overgenomen door UNAM Pumas uit Mexico. In 2025 keerde hij opnieuw terug naar Argentinië, nu om voor Independiente te gaan spelen.

## Clubstatistieken
| Seizoen | Club                | Competitie       | Competitie | Competitie | Beker | Beker | Internationaal | Internationaal | Totaal | Totaal |
| Seizoen | Club                | Competitie       | Wed.       | Dlp.       | Wed.  | Dlp.  | Wed.           | Dlp.           | Wed.   | Dlp.   |
| ------- | ------------------- | ---------------- | ---------- | ---------- | ----- | ----- | -------------- | -------------- | ------ | ------ |
| 2013    | Atlético de Rafaela | Primera División | 11         | 0          | 1     | 0     | —              | —              | 12     | 0      |
| 2014    | Atlético de Rafaela | Primera División | 3          | 0          | 0     | 0     | —              | —              | 3      | 0      |
| 2015    | Atlético de Rafaela | Primera División | 19         | 2          | 2     | 0     | —              | —              | 21     | 2      |
| 2016    | Atlético de Rafaela | Primera División | 11         | 2          | 0     | 0     | —              | —              | 11     | 2      |
| 2016/17 | Huracán             | Primera División | 15         | 3          | 2     | 0     | 3              | 0              | 20     | 3      |
| 2017/18 | Huracán             | Primera División | 27         | 9          | 3     | 0     | —              | —              | 30     | 9      |
| 2018/19 | Udinese             | Serie A          | 35         | 4          | 1     | 0     | —              | —              | 36     | 4      |
| 2019/20 | Udinese             | Serie A          | 12         | 1          | 2     | 0     | —              | —              | 14     | 1      |
| 2019/20 | Watford             | Premier League   | 7          | 0          | 0     | 0     | —              | —              | 7      | 0      |
| 2020/21 | Watford             | Championship     | 1          | 0          | 1     | 0     | —              | —              | 2      | 0      |
| 2020/21 | → Udinese           | Serie A          | 11         | 3          | 2     | 1     | —              | —              | 13     | 4      |
| 2021/22 | → Udinese           | Serie A          | 28         | 4          | 3     | 2     | —              | —              | 31     | 6      |
| 2022/23 | → Sampdoria         | Serie A          | 5          | 0          | 1     | 0     | —              | —              | 6      | 0      |
| 2023    | Huracán             | Primera División | 12         | 3          | 2     | 1     | —              | —              | 14     | 4      |
| 2024    | Huracán             | Primera División | 18         | 8          | 2     | 0     | —              | —              | 20     | 8      |
| 2024/25 | UNAM Pumas          | Liga MX          | 32         | 8          | 0     | 0     | 8              | 1              | 40     | 9      |
| 2025    | Independiente       | Primera División | 1          | 0          | 0     | 0     | —              | —              | 1      | 0      |
| Totaal  | Totaal              | Totaal           | 248        | 47         | 22    | 4     | 11             | 1              | 281    | 52     |

Bijgewerkt op 22 juli 2025.